# Joévin
Joévin est un prénom masculin d'origine bretonne, associé à saint Jaoua et fêté le 2 mars. Il présente des variantes telles que Joavan, Jaouen et Jouvin.

## Popularité
C'est un prénom rare, l’année 1993 reste sa meilleure année en France avec 25 à 27 naissances de Joévin ou Joevin,, c'est ensuite la variante Jaouen qui a atteint en 2011 un maximum de 23 naissances.

## Fête et saint patron
Ce prénom est fêté le 2 mars,.
Son saint patron est saint Jaoua, ou saint Joavan, un saint breton semi-légendaire du VIe siècle, originaire des Îles Britanniques et disciple de saint Pol.

## Variantes et étymologie
Le prénom féminin, Joéva , Joeva ou Joévina, est fêté le 2 mars comme le prénom masculin.
Les principales variantes masculines seraient, par ordre alphabétique :
Jaoua ;
Jaouen,
Jawa,
Joavan,,
Joevin ou Joévin,,,
Jouan, et
Jouvin.
L’étymologie du prénom est incertaine, voire multiple.
Le latin Jovis est cité comme origine de Jaouen, Joeva, Joevin, Joévina et Jouan et pourrait signifier « protégé de Jupiter »[réf. souhaitée] ou « jeune ».
Toutefois une origine galloise est probable pour Jaoua, et par conséquent pour Joévin qui est sa forme francisée, tous deux viendraient du gallois iou ou ieu signifiant « puiné ».

## Personnalités portant ce prénom
- Joévin Durot (né en 1985), gardien de but international français de futsal ;
- Joevin Jones (né en 1991), footballeur international trinadien.